# 주홍길앞잡이
주홍길앞잡이는 딱정벌레목 딱정벌레과의 길앞잡이아과에 속하는 곤충이다. 몸길이는 18mm 내외이며, 머리와 가슴은 청록색이고 딱지날개는 주홍색이다. 딱지날개에는 3쌍의 황색 무늬가 있다. 한국, 중국, 러시아, 몽골에서 같은 종이 서식하고있으며, 4~6월 야산에서 발견되며 9월까지도 볼 수 있다.
2011년까지 대한민국의 멸종위기종으로 지정되었다. 과거에 대한민국의 수도권 및 전국적으로 채집기록이 많이 있었으나, 최근 3~40여년간 관찰이 되지 않아, 2012년 남한에서는 멸종으로 간주하고 멸종위기종에서 해제되었다.